# ミハウ・クハルチク
ミハウ・クハルチク（ポーランド語: Michał Kucharczyk、1991年3月20日 - ）は、ポーランドのサッカー選手。ポーランド代表。ポジションはミッドフィールダー。

## クラブ歴
ワルシャワで生まれ、3部のシヴィト・ノヴィ・ドヴル・マゾヴィエツキでサッカー選手となった。クラブは4部に降格し3部復帰をする時に同国の強豪であるレギア・ワルシャワと契約したが、即座にシヴィト・ノヴィ・ドヴル・マゾヴィエツキにレンタル移籍。2010-11シーズン開始とともにレギア・ワルシャワに復帰。2010年9月24日に行われたレフ・ポズナン戦でエクストラクラサで初得点。

## 代表歴
2011年2月6日に行われたモルドバ代表との親善試合で代表初出場、2014年1月18日に行われたノルウェー代表との親善試合で代表初得点を記録した。

## 個人成績
代表での得点一覧
| #  | 日附          | 場所                                     | 対戦相手   | 得点 | 結果 | 大会     |
| -- | ------------- | ---------------------------------------- | ---------- | ---- | ---- | -------- |
| 1. | 2014年1月18日 | アブダビ・シェイク・ザイード・スタジアム | ノルウェー | 2–0  | 3–0  | 親善試合 |

## タイトル
レギア・ワルシャワ
- エクストラクラサ: 2012-13, 2013-14, 2015-16, 2016-17, 2017-18
- ポーランド・カップ: 2010-11, 2011-12, 2012-13, 2014-15, 2015-16, 2017-18